# Barbudo (Vila Verde)
Barbudo era una freguesia portuguesa del municipio de Vila Verde, distrito de Braga.

## Historia
Conocida antiguamente como  Parada e Barbudo, la freguesia perteneció al concelho de Vila Chã hasta la extinción de este en 1855, integrándose entonces en el de Vila Verde. 
Fue suprimida el 28 de enero de 2013, en aplicación de una resolución de la Asamblea de la República portuguesa promulgada el 16 de enero de 2013 al unirse con la freguesia de Vila Verde, formando la nueva freguesia de Vila Verde e Barbudo.

## Patrimonio
En el patrimonio histórico-artístico de la antigua freguesia destacan el castro de Barbudo, conocido como Monte do Castelo, y la Iglesia parroquial de Parada-Barbudo, dedicada a San Salvador, patrón de la localidad.